# Tierhorror
Der Genrebegriff Tierhorror bezeichnet Horrorfilme, in denen mutierte oder auf andere Weise veränderte Tiere, Gestaltwandler oder Hybridwesen zwischen Mensch und Tier eine zentrale Rolle spielen.
Frank Papenbroock beschreibt Tierhorror als Subgenre des Monsterfilms, bei dem die Bedrohung von einem oder mehreren Tieren ausgeht. In Tierhorrorfilmen treten aggressive oder besonders große Vögel, Fische, Ratten, Spinnen oder Insekten mitunter massenhaft auf. Außerirdische Wesen, Monster und Parasiten, die nach einem menschlichen Wirt suchen, sind ebenfalls vertreten.
Im englischen Sprachraum werden klassische Tierhorrorfilme (mit Tieren oder Kreaturen) entweder als creature horror oder auch animal terror bezeichnet. Mitunter werden sie gemeinsam mit Horrorfilmen, in denen Pflanzen, Mikroorganismen oder Naturkatastrophen für Spannung sorgen als  „natural horror“ bzw. „eco-horror“ („Öko-Horror“) zusammengefasst. Zum natural horror zählen auch Übergriffe durch Pflanzen, wie z. B. der Film Angriff der Killertomaten, USA, 1978.

## Geschichte

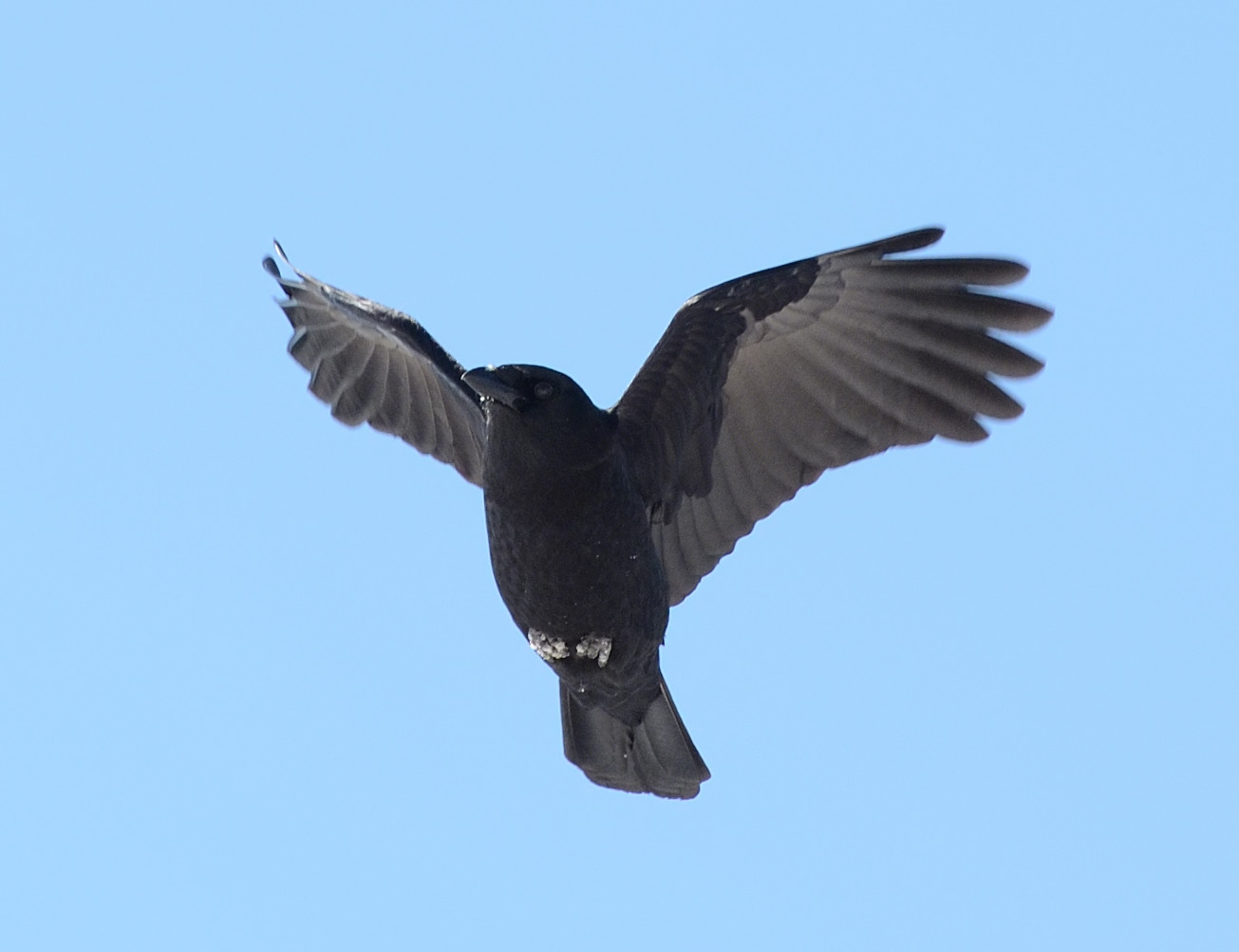
Möwen und Krähen werden bei Hitchcocks Die Vögel zur Bedrohung

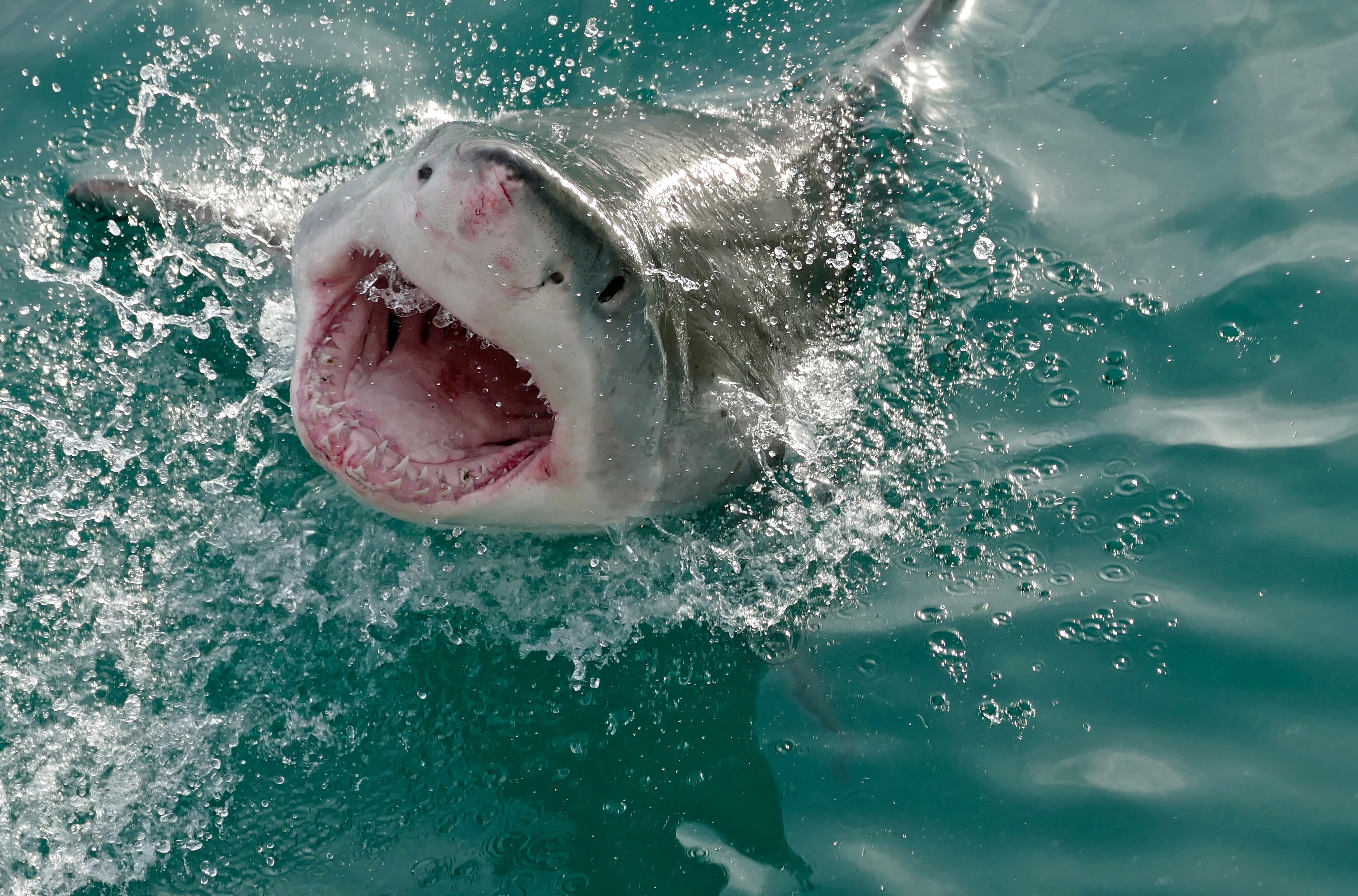
Spätestens seit dem gleich- namigen Film hat der Weiße Hai ein Imageproblem

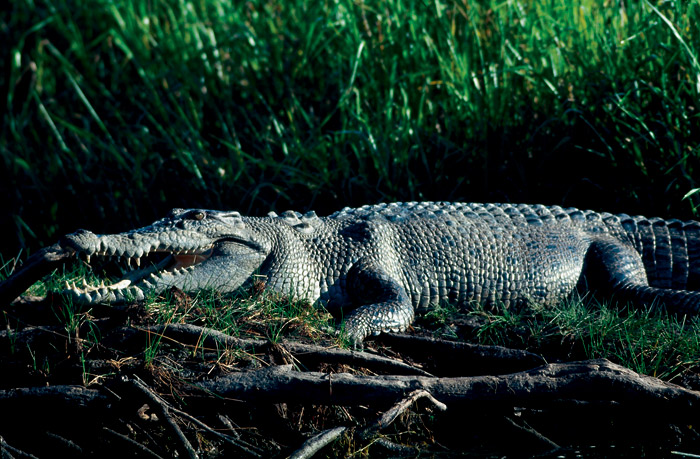
Salzwasserkrokodile sind u. a. in Lake Placid anzutreffen

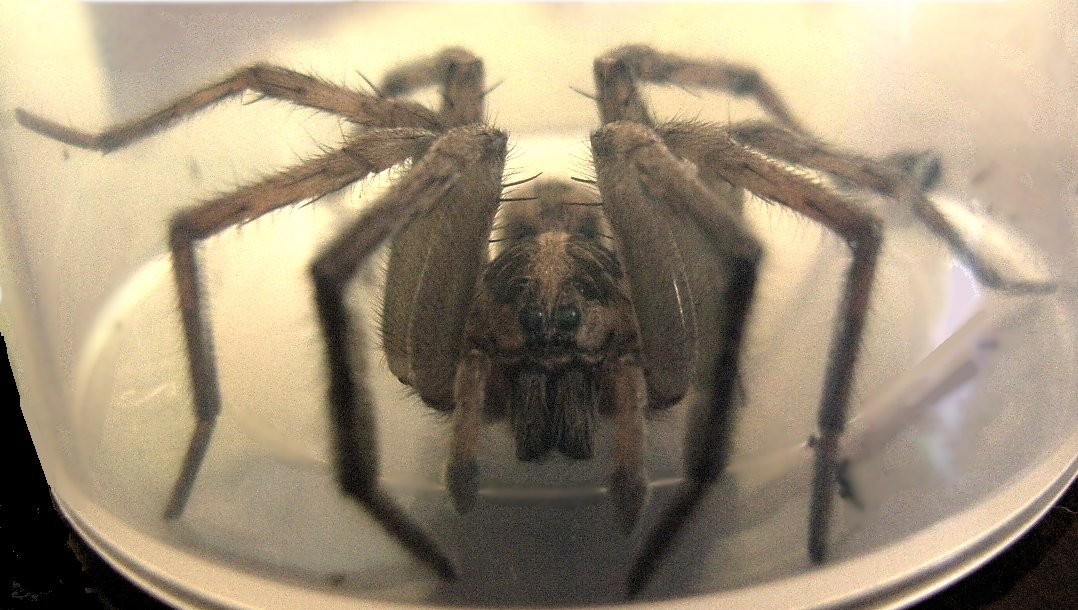
Apulische Tarantel; seit Tarantula ein Klassiker des Tierhorrors

Zu den ersten Produktionen mit Tierhorror-Motiven zählten Verfilmungen von literarischen Vorlagen wie Arthur Conan Doyles Der Hund von Baskerville (erstmals 1914 von Rudolf Meinert oder die besonders bekannte Fassung Der Hund von Baskerville (1939) mit Basil Rathbone) oder H.G. Wells Die Insel des Dr. Moreau, etwa Insel der verlorenen Seelen (The Island of the Lost Souls, 1932). In den Fünfzigern begannen mit Formicula (Them!, 1954) und Tarantula (1955) erstmals Insekten bzw. Spinnen, die Horrorfilme zu bevölkern.
Seit 1925 der älteste erhaltene Werwolffilm Wolf Blood: A Tale of the Forest erschien, treten Werwölfe mitunter auch gemeinsam mit, oder im Kampf gegen, andere Dämonen, Formwandler und sagenhaften Gestalten (z. B. Vampiren) auf.
Das Subgenre blühte in den 1950er Jahren auf und brachte in der Folge eine Reihe von Thriller- und Horrorfilmklassikern, jedoch auch zahlreiche B-Movies hervor. Im neuen Jahrtausend beschränken sich die Produktionen überwiegend auf eine komödien- und parodiehafte Bearbeitung des Sujets sowie auf Beiträge für das Trashgenre.

### Diverse Protagonisten
Prägend und stilbildend für viele spätere Tierhorrorfilme wurde Alfred Hitchcocks Die Vögel (The Birds, 1963), obschon der Film nicht auf das Horrorgenre zu reduzieren ist. In dem Genreklassiker rotten sich diverse Vogelarten plötzlich zu tödlichen Schwärmen zusammen und werden so zu einer Gefahr für die Menschen in ihrer Umgebung.
Fische haben sich als Tierhorror-Protagonisten spätestens seit Steven Spielbergs Der weiße Hai (Jaws, 1975) etabliert, zu dem drei Fortsetzungen gedreht wurden. Ab 2013 wüteten ganze Hai-Zyklone durch die trashige Sharknado-Fimreihe, die mit Sharknado – Genug gesagt! begann und 2018, mit dem sechsten Film der Reihe Sharknado 6: The Last One, endete.
Neben Haien und Piranhas sind auch Reptilien wie Alligatoren und Schlangen sowie Riesenkraken beliebte Angreifer in Tierhorrorfilmen. Die Anaconda-Filmreihe (1997–2015), stellte z. B. riesige Anakondas in das Zentrum der Handlung.

### Tierhorror als Trashfilm
Allgemein wurden und werden im Tierhorror-Genre zahlreiche kostengünstige B-Movie- und Trashfilme produziert. Im Jahr 2008 wurde der Billigproduktion Birdemic: Shock and Terror gar die zweifelhafte Ehre zuteil, von diversen Filmkritikern als der vielleicht schlechteste Film aller Zeiten bezeichnet zu werden.
Der bizarren Faszination von Genrefans an skurrilen Plots, die bei Tierhorrorfilmen oft reichlich vorhanden sind, widmen sich mittlerweile spezielle TV-Formate, wie die seit 2013 beim deutschen Privatsender Tele 5 ausgestrahlte Sendung Die schlechtesten Filme aller Zeiten (mit Oliver Kalkofe und Peter Rütten). Zu den dort gezeigten Schätzen des Trashkinos zählen unter anderem Filme der Sharknado-Reihe, aber auch Genre-Perlen wie Frogs und Rabbits (beide von 1972).
Die Filmproduktionsfirma The Asylum veröffentlichte im Jahr 2009 mit Mega Shark vs. Giant Octopus einen ersten eigenen Tierhorrorfilm, dem eine Reihe weiterer Veröffentlichungen folgte. Diese Filme sind alle für den DVD-Markt produziert und richten sich praktisch ausschließlich an Genre- und Trashfilmfans. Häufig treten dabei zwei unterschiedliche, monsterartige Tiere gegeneinander an. So wurde 2010 mit Mega Shark vs. Crocosaurus eine Fortsetzung des ersteren gedreht. Roger Corman schloss sich dieser Entwicklung mit einigen Produktionen an und ließ 2010 den Film Dinoshark drehen. Im selben Jahr entstand unter seiner Produktion auch Sharktopus, das ein Hybridwesen aus Hai und Oktopus zum Thema hat. 2011 drehte Jim Wynorski für Corman die B-Filme Piranhaconda und Camel Spiders – Angriff der Monsterspinnen, in denen wiederum unterschiedliche Tiere gekreuzt wurden oder mutierten.

## Motive
In seinem Buch Horror  Geschichte und Mythologie des Horrorfilms unterteilt der deutsche Filmkritiker Georg Seeßlen Tierhorrorfilme in zwei Hauptmotive. Das erste ist die Verwandlung des Menschen in ein Tier oder umgekehrt. Dies schließt auch die zahlreichen im Horrorgenre fest etablierten Tiermenschen wie Affen- und Katzenmenschen, Werwölfe oder das berühmte Schuppenwesen aus Der Schrecken vom Amazonas (Creature from the Black Lagoon, 1954), sowie zahlreiche Body-Horror-Filme (z. B. Die Fliege, 1986 David Cronenberg) mit ein. Das Motiv der Metamorphose durch menschliche Einflüsse wie wissenschaftliche Experimente, Umweltverschmutzung, atomare Strahlung und so weiter überschneidet sich mit anderen Filmgenres wie der Science Fiction.
Zahlreiche Tierhorrorfilme werfen dabei die Frage auf, ob ein Verhältnis zwischen Mensch und Tier, das auf Unterwerfung bzw. Ausbeutung der Tiere beruht, nicht Anlass zur Rache geben sollte. In Tierhorrorfilme, in denen das Motiv „Rache-der-Natur“ dominiert, werden die Gestalt- und Verhaltensänderungen oft durch den menschlichen Umgang mit der Natur verursacht (z. B durch Atombombenversuche, Umweltverschmutzung, verunglückte Experimente oder gezielte Angriffe durch Menschen). In diesem Kontext sind z. B. Moby Dick (1956,
John Huston) und Orca, der Killerwal (1977, Michael Anderson) entstanden.
Das zweite Hauptmotiv ist das den Menschen bedrohende Tier. Die Bedrohung wird in der Regel als vom Menschen direkt oder indirekt provoziert dargestellt. Das Tier wird durch Magie, Experimente oder andere menschliche Einflüsse besonders aggressiv und gefährlich, die Natur schlägt zurück. Dazu stellt Seeßlen fest, dass „diese hochmoralische Botschaft selten mehr ist als ein schöner Vorwand, unseren alten Albträumen ein neues kinematographisches Gewand zu verleihen“.
Die Bedrohung durch ein Tier unterscheidet Seeßlen wiederum in zwei verschiedene Typen: Den Horror aus der Nähe und aus der Entfernung. Das heißt, dass das Tier entweder dadurch gefährlich und beängstigend wirkt oder ist, weil es anfängt, sich wie ein Mensch zu verhalten, oder weil das Tier durch die völlige Abwesenheit jeglicher menschlicher Eigenschaften die gefühls-, rücksichts- und mitleidlose Natur verkörpert.

## Beispiele für Tierhorrorfilme
Einige der hier genannten Filmbeispiele wurden in dem Buch Filmgenres und Filmgattungen, vom Horrormagazin, Moviepilot oder Film.at empfohlen.

### Weichtiere
| Jahr | Titel                                     | Land    | Regie               | Handlung                                                                           |        |
| ---- | ----------------------------------------- | ------- | ------------------- | ---------------------------------------------------------------------------------- | ------ |
| 1977 | Der Polyp – Die Bestie mit den Todesarmen | USA/IT  | Ovidio G. Assonitis | Riesenkrake greift Menschen an.                                                    | [ 15 ] |
| 1988 | Slugs                                     | USA/ESP | Juan Piquer Simón   | Romanverfilmung: Kleinstadt wird von fleischfressenden Nacktschnecken angegriffen. | [ 16 ] |
| 1998 | Octalus – Der Tod aus der Tiefe           | USA     | Stephen Sommers     | Actionfilm um einen mörderischen Riesenkraken.                                     |        |
| 2000 | Octopus                                   | USA     | John Eyres          | Actionreicher Angriff eines mutierten Riesenkraken.                                |        |

### Gliederfüßer
Die Grenzen zu Genres wie Trash und Science-Fiction werden beim Auftreten gentechnisch veränderter oder verhaltensauffälliger Insekten des Öfteren überschritten. Dabei gibt es durchaus Filme, die sich selbst nicht sonderlich ernst nehmen und somit zu den Horrorkomödien gezählt werden, wie z. B. Arac Attack von 2002.

#### Spinnen
| Jahr | Titel                                  | Land    | Regie             | Handlung                                                                             |                     |
| ---- | -------------------------------------- | ------- | ----------------- | ------------------------------------------------------------------------------------ | ------------------- |
| 1955 | Tarantula                              | USA     | Jack Arnold       | Science-Fiction-Horrorfilm mit Taranteln; Genre-Klassiker in Schwarz-Weiß.           | [ 3 ] [ 13 ] [ 17 ] |
| 1977 | Mörderspinnen                          | USA     | John „Bud“ Cardos | Angriff giftiger Killerspinnen. (Originaltitel: Kindom of the Spiders)               |                     |
| 1990 | Arachnophobia                          | USA/ESP | Juan Piquer Simón | Aggressive Spinnen greifen Menschen an.                                              | [ 13 ] [ 14 ]       |
| 2000 | Lavalantula – Angriff der Feuerspinnen | USA     | Mike Mendez       | Lavaspeiende Riesen-Taranteln. Der Titel spielt auf den Genreklassiker Tarantula an. |                     |

#### SonstigeInsekten
| Jahr | Titel                              | Land    | Regie              | Handlung |              |
| ---- | ---------------------------------- | ------- | ------------------ | --- | ------------ |
| 1954 | Formicula                          | USA     | Gordon Douglas     | Giftige Ameisen auf einem ehemaligen Testgelände für Atomwaffen bilden Kolonien bis in die Kanalisation von Los Angeles. | [ 13 ]       |
| 1966 | Die tödlichen Bienen               | USA     | Freddie Francis    | Aggressive Killerbienen sorgen für Todesfälle.                                                                           |              |
| 1974 | Phase IV                           | USA     | Saul Bass          | In Arizona bedrohen mutierte Ameisen Menschen und Tiere.                                                                 | [ 1 ] [ 13 ] |
| 1978 | Der tödliche Schwarm               | USA     | Irwin Allen        | Afrikanisierte Honigbienen überfallen eine Raketenstation in Texas.                                                      |              |
| 1986 | Die Fliege                         | CAN/USA | David Cronenberg   | Body Horror: Durch ein Experiment entsteht ein Hybridwesen zwischen Menschen und Fliege.                                 |              |
| 1993 | C2 – Killerinsekt                  | USA     | Tony Randel        | Riesige Zecken in den Wäldern Kaliforniens.                                                                              |              |
| 1997 | Mimic – Angriff der Killerinsekten | USA     | Guillermo del Toro | Genmanipulierte Kakerlaken verursachen eine Seuche. (Fortsetzungen 2001 und 2003)                                        |              |

### Fische
Das Imageproblem des Weißen Hais begann offenbar schon mit den Haiangriffen an der Küste von New Jersey, bei denen 1916 vier Menschen ums Leben kamen. Die Vorkommnisse verarbeitet Peter Benchley 1974 in seinem Roman, Der weiße Hai, der nur ein Jahr später unter der Regie von Steven Spielberg verfilmt wurde.

#### Haie
| Jahr | Titel                               | Land | Regie               | Handlung |                           |
| ---- | ----------------------------------- | ---- | ------------------- | --- | ------------------------- |
| 1956 | Haie greifen an                     | USA  | Jerry Hopper        | Tödliche Haiangriffe.                                                                                                 |                           |
| 1975 | Der weiße Hai                       | USA  | Steven Spielberg    | Romanverfilmung, die sich von den Haiangriffen vom Juli 1916 inspirieren ließ. Genreklassiker mit drei Fortsetzungen. | [ 1 ] [ 3 ] [ 13 ] [ 14 ] |
| 1999 | Deep Blue Sea                       | USA  | Renny Harlin        | Genmanipulierte, neurologisch veränderte Makohaie sorgen für Action.                                                  | [ 13 ]                    |
| 2012 | 2-Headed Shark Attack               | USA  | Christopher Ray     | Trashfilm mit diversen Fortsetzungen, u. a. 3-Headed Shark Attack (2015)                                              |                           |
| 2013 | Sharknado – Genug gesagt!           | USA  | Anthony C. Ferrante | Als Katastrophenfilm war zumindest der erste Teil tatsächlich ernst gemeint.(Insgesamt 5 Fortsetzungen bis 2018)      | [ 9 ]                     |
| 2016 | The Shallows – Gefahr aus der Tiefe | USA  | Jaume Collet-Serra  | Weißer Hai mischt in Mexiko Surfer auf.                                                                               | [ 13 ] [ 14 ]             |
| 2016 | 47 Meters Down                      | GB   | Johannes Roberts    | Taucher treffen unter Wasser im Tauchkäfig auf weiße Haie.                                                            | [ 14 ]                    |
| 2022 | Shark Bait                          | GB   | James Nunn          | Teenager treiben auf offenem Meer auf einem kaputten Jet-Ski. Tierhorror-Survivalthriller                             | [ 20 ]                    |

Der Erfolg von Der weiße Hai zog Nachahmer wie Tintorera! Meeresungeheuer greifen an (1977) oder The Last Jaws – Der weiße Killer (1980) nach sich, die sich bis heute fortsetzen, darunter Shark Attack 3: Megalodon (2002), Der weiße Hai in Venedig (2008) und The Reef (2010).

#### Piranhas
| Jahr | Titel                                    | Land          | Regie              | Handlung                                                                                   |                            |
| ---- | ---------------------------------------- | ------------- | ------------------ | ------------------------------------------------------------------------------------------ | -------------------------- |
| 1978 | Piranhas                                 | USA           | Joe Dante          | Das US-Militär hat für den Vietnamkrieg tödliche Piranhas gezüchtet. Diverse Fortsetzungen |                            |
| 1979 | Piranhas II – Die Rache der Killerfische | Brasilien, FR | Antonio Margheriti | 2013 in Reihe der Schlechtesten Filme aller Zeiten aufgenommen                             |                            |
| 2010 | Piranha 3D                               | USA           | Alexandre Aja      | Splatterfilm-Horrorkomödie mit reichlich Piranhas.                                         | [ 9 ] [ 12 ] [ 13 ] [ 14 ] |

### Reptilien

#### Schlangen
| Jahr | Titel                                | Land   | Regie                                   | Handlung |        |
| ---- | ------------------------------------ | ------ | --------------------------------------- | --- | ------ |
| 1983 | Avanaida – Todesbiss der Satansviper | Kanada | William Fruet                           | Eine Viper, die auf einer geheimnisvollen Insel haust                                                                  |        |
| 1997 | Anaconda                             | USA    | Luis Llosa                              | Anakondas suchen im Regenwald des Amazonas nach Opfern. Fortsetzung: Anacondas: Die Jagd nach der Blut-Orchidee (2004) |        |
| 1999 | Killer Kobra                         | USA    | Scott Hillenbrand und David Hillenbrand | Die Kreuzung zwischen einer Diamant-Klapperschlange und einer Königskobra entkommt aus einem Forschungslabor.          |        |
| 2006 | Snakes on a Plane                    | USA    | David R. Ellis                          | Actionreicher B-Film, Überraschungserfolg.                                                                             | [ 14 ] |

#### Krokodile
Frühere Beispiele sind die US-amerikanische Produktion Der Horror-Alligator aus dem Jahr 1980, der im selben Jahr erschienene Die heilige Bestie der Kumas und weitere in Italien produzierte Filme wie Der Mörder-Alligator (1989). Menschliche Eingriffe in die Natur sind oftmals der Grund dafür, dass die Krokodile, oder Alligatoren zu Bestien werden.
| Jahr | Titel       | Land | Regie                            | Handlung                                                                                           |               |
| ---- | ----------- | ---- | -------------------------------- | -------------------------------------------------------------------------------------------------- | ------------- |
| 1999 | Lake Placid | USA  | Sheldon Wilson                   | Salzwasserkrokodile aus der Urzeit tauchen am gleichnamigen Lake Placid auf. Diverse Fortsetzungen | [ 13 ] [ 14 ] |
| 2007 | Black Water | USA  | David Nerlich und Andrew Traucki | Salzwasserkrokodile machen Mangrovensümpfe unsicher.                                               | [ 14 ]        |
| 2019 | Crawl       | USA  | Alexandre Aja                    | Hurrikan bringt Mississippi-Alligatoren auf den Plan. Überraschungserfolg                          | [ 14 ]        |

### Vögel
| Jahr | Titel                         | Land | Regie            | Handlung                                                                              |                          |
| ---- | ----------------------------- | ---- | ---------------- | ------------------------------------------------------------------------------------- | ------------------------ |
| 1963 | Die Vögel                     | USA  | Alfred Hitchcock | Genreklassiker, der auf einer Geschichte von Daphne du Maurier basiert.               | [ 1 ] [ 2 ] [ 3 ] [ 14 ] |
| 2007 | Die Vögel – Attack From Above | USA  | Sheldon Wilson   | Remake des Hitchcock-Klassikers Die Vögel.                                            |                          |
| 2010 | Birdemic: Shock and Terror    | USA  | James Nguyen     | Ebenfalls von Hitchcock inspiriert. Fortsetzung 2013 mit Birdemic 2: The Resurrection |                          |

### Säugetiere
Ein anderes Beispiele sind Filme, in denen Fledermäuse im Mittelpunkt stehen. 1999 inszenierte Louis Morneau den Horrorfilm Bats – Fliegende Teufel. 2007 folgte diesem eine späte Fortsetzung mit Bats 2: Blutige Ernte. In dem 2001 entstandenen Film Bat Attack – Angriff der Fledermäuse stehen genmanipulierte Fledermäuse im Zentrum der Geschichte. Einige der Tierdarsteller wurden für ihre Leistungen mit entsprechenden Preisen ausgezeichnet, hierzu zählt auch die Ratte Ben aus Willard.
| Jahr | Titel                            | Land | Regie              | Handlung |               |
| ---- | -------------------------------- | ---- | ------------------ | --- | ------------- |
| 1971 | Willard                          | USA  | Daniel Mann        | Der Film basiert auf Stephen Gilberts Romanvorlage Willard oder Aufstand der Ratten. Remake 2003 unter der Regie von Glen Morgan                                          | [ 14 ]        |
| 1972 | Rabbits                          | USA  | William F. Claxton | Romanverfilmung über menschenfressende Riesenkaninchen. |               |
| 1983 | Cujo                             | USA  | Lewis Teague       | Eskalation eines tollwütigen Bernhardiners. | [ 14 ]        |
| 2006 | Black Sheep                      | NZL  | Jonathan King      | Horrorkomödie in der das gentechnisch veränderte das „Schaf der Zukunft“ zum Zombieschaf mutiert.                                                                         | [ 13 ]        |
| 2011 | The Grey – Unter Wölfen          | USA  | Joe Carnahan       | Nach ihren Flugzeugabstürzen in Alaska werden sechs Ölarbeiter von einem erfahrenen Jäger zum Überleben geführt, aber ein Rudel gnadenloser Wölfe verfolgt jeden Schritt. | [ 1 ] [ 13 ]  |
| 2014 | Backcountry – Gnadenlose Wildnis | CAN  | Adam MacDonald     | Amerikanischer Schwarzbär triff in einer Geschichte, die angeblich auf einer wahren Begebenheit basieren soll, auf Touristenpäarchen.                                     | [ 12 ] [ 14 ] |
| 2014 | Boar                             | AUS  | Chris Sun          | Riesiges Wildschwein stört einen Familienurlaub im australischen Outback.                                                                                                 | [ 14 ]        |

### Werwölfe,  Monster, Hybridwesen,Außerirdischeetc.
Werwolffilme siehe auch: Liste von Werwolffilmen und -serien
| Jahr | Titel             | Land    | Regie           | Handlung |        |
| ---- | ----------------- | ------- | --------------- | --- | ------ |
| 1954 | Godzilla          | JAP     | Ishirō Honda    | Geburtsstunde der japanischen Monsterechse.                                                                                                 | [ 3 ]  |
| 1976 | King Kong         | USA     | John Guillermin | Remake von King Kong und die weiße Frau (1933).                                                                                             | [ 13 ] |
| 1981 | American Werewolf | USA     | John Landis     | Horrorkomödie über einen Werwolf in London.                                                                                                 | [ 12 ] |
| 1981 | Das Tier          | USA     | Joe Dante       | Ein Therapiezentrum als Tarnung für Kolonie von Werwölfen.                                                                                  | [ 13 ] |
| 2002 | Dog Soldiers      | GB      | Neil Marshall   | Britische Soldaten werden in den Highlands von Werwölfen angegriffen.                                                                       | [ 13 ] |
| 2012 | Grabbers          | GB/IRL  | Jon Wright      | Horrorkomödie: Tentakelwesen aus dem All fällt über eine irische Insel her.                                                                 | [ 12 ] |
| 2014 | WolfCop           | CAN     | Lowell Dean     | Splatterfilm-Horrorkomödie um Werwölfe und okkulte Rituale.                                                                                 | [ 12 ] |
| 2014 | Zombiber          | USA     | Jordan Rubin    | Blutige Horrorkomödie bzw. Trashfilmperle.                                                                                                  | [ 14 ] |
| 2014 | Godzilla          | USA/JAP | Gareth Edwards  | Godzilla mutiert durch Radioaktivität zum Supermonster.                                                                                     | [ 12 ] |
| 2015 | Howl              | GB      | Paul Hyett      | Nach einem Notfallstop mitten in einem Wald müssen sich Belegschaft und Passagiere eines Zuges gegen blutdurstige Werwölfe zur Wehr setzen. |        |